# Bill's Boots
Bill's Boots è un cortometraggio muto del 1910 prodotto dalla Lubin. Il nome del regista non viene riportato nei credit del film.

## Trama
Dei discoli architettano una burla per movimentare un po' la giornata. Prendono gli stivali di Bill e, approfittando di una bella nevicata, li ficcano nella neve dove vengono scoperti da una vecchia signora. Spaventata, la donna chiede aiuto, convinta che appartengano a qualche poveretto sepolto là sotto. Molto rumore per nulla.

## Produzione
Il film fu prodotto dalla Lubin Manufacturing Company.

## Distribuzione
Distribuito dalla Lubin Manufacturing Company, il film - un cortometraggio di 74,7 metri - venne distribuito nelle sale statunitensi il 31 gennaio 1910.
Nelle proiezioni, veniva programmato con il sistema dello split reel, accorpato in un'unica bobina con un altro cortometraggio prodotto dalla Lubin, Too Much Protection.